# Кегля
Ке́гля (от нем. Kegel):
- Ке́гля (ж.), то же Кегль[1][2] (м.) — типографское толща, стопочка отлитой буквы, размер литеры в толщину[3][1].
- Ке́гля (ж. нем.) кегли (нем. Kegelspiel, франц. jeu de quilles, англ. game at ninepins)[4][5] (мн.) — точёный стоячок, столбик для игры: их ставят девять и сбивают шаром, как городки или чурки сбивают палкою, броском[3].